# Els Pallaresos
Els Pallaresos település Spanyolországban, Tarragona tartományban. Els Pallaresos Perafort, La Secuita, El Catllar, Tarragona és Constantí községekkel határos. Lakosainak száma 5006 fő (2024).

## Népesség
A település népessége az elmúlt években az alábbi módon változott:
| Lakosok száma | 89   | 378  | 379  | 348  | 475  | 3000 | 3991 | 4479 | 4777 | 5006 |
|               | 1717 | 1887 | 1936 | 1960 | 1986 | 2004 | 2009 | 2014 | 2019 | 2024 |